# بگیمبت
بگیمبت (به قزاقی: Begimbet) یک روستا در قزاقستان است که در شهرستان شالقار واقع شده‌است. بگیمبت ۱۶۹ متر بالاتر از سطح دریا واقع شده‌است.